# Yves Coquelle
Pour les articles homonymes, voir Coquelle.
Yves Coquelle est un homme politique français, membre du Parti communiste français, né le 19 décembre 1939 à Fouquières-lès-Lens et mort le 8 avril 2015 à Rouvroy.

## Biographie
Ouvrier carreleur, Yves Coquelle adhère à la Confédération générale du travail (CGT), puis au Parti communiste français (PCF) en 1964. Il est appelé à exercer des mandats locaux à Rouvroy : conseiller municipal en 1971, adjoint au maire, puis maire de cette ville de 1977 à 2001. De 1985 à 2001, il est conseiller général du canton de Rouvroy. De 1992 à 2001, il est vice-président du conseil général du Pas-de-Calais, chargé des affaires culturelles.
Le 23 septembre 2001, il est élu sénateur du Pas-de-Calais et s'inscrit au groupe communiste, républicain et citoyen. Il fait partie de la commission des affaires économiques. Il s'oppose notamment à la privatisation de Gaz de France et à sa fusion avec Suez.
Le 1er janvier 2007, il décide de quitter le Sénat pour raison de santé. Son successeur est Maryse Roger-Coupin puis, après la démission de cette dernière, le secrétaire départemental du PCF, Jean-Claude Danglot.

## Anciens mandats
- Vice-président du Conseil général du Pas-de-Calais
- Maire de Rouvroy
- Conseiller municipal de Rouvroy
- Vice-président de la Communauté d'agglomération d'Hénin-Carvin